# Decir sí
"Decir sí" es una obra dramática o pieza breve escrita por Griselda Gambaro que se estrenó en el contexto de Teatro Abierto en el mismo año de su creación. La obra toma forma en una peluquería y tiene dos personajes, que son el peluquero y el hombre. Se enfoca en el tema de la relación del dominador y el dominado.

## Trama
El Peluquero hojea una revista mientras espera que llegue su último cliente del día. Una vez que el cliente llega, el hombre espera que el peluquero lo atienda. Sin embargo, el peluquero actúa indiferente hacia el hombre. La reacción del peluquero ante la llegada del hombre refleja la falta de necesidad de clientela en la tal peluquería. El hombre complace, el que nunca manda ni pide, el que jamás tiene razón. Y hasta le corta el cabello al peluquero. Cuando el peluquero finalmente invita al hombre a sentarse, sin usar ni una sola palabra, lo termina matando. Al final el peluquero se quita la peluca que lleva y la arroja sobre la cabeza del muerto.

## Personajes
Ambos personajes muestran una actitud que no se espera de este tipo de relaciones. 
El Peluquero—hombre de edad y dominante. No se da por vencido nunca. El peluquero rompe las reglas de cotidianidad. Se muestra indiferente ante la llegada de su cliente. Controla todo lo que pasa con su actitud y no habla mucho.
El Hombre—hombre joven y dominado. El hombre parece ser inmaduro, inseguro e indefenso. Lamentablemente es incapaz de ir en contra de las órdenes del peluquero. Símbolo de la gente.

## Escenario
La acción se desempeña en una peluquería. Los elementos presentes son: una ventana, una puerta, un espejo, un sillón giratorio, utensilios de afeitar, pelo cortado por el suelo, una escoba, una pala, dos tachos; unas revistas y una peluca.

## Temas
Peluquería como espacio familiar: la obra toma lugar en una peluquería común y corriente. Esto hace que el lector se relacione con ella de manera más fácil. La peluquería sirve como un espacio cerrado donde el Hombre tiene solo dos opciones: irse o quedarse. El Hombre se queda para seguir las órdenes del peluquero sin saber que esto le causará la muerte. La peluquería es un espacio tan familiar que cualquier persona se puede identificar con ella. Sin embargo, esta peluquería también sirve como símbolo de las pocas opciones que la mayoría de la gente tiene ante el gobierno. La opresión del gobierno es omnipresente, alcanzando los espacios comunes y corrientes, como representa la peluquería.
Roles invertidos: el peluquero rehúsa a servir al cliente. En vez de ser él el que le corte el pelo al cliente, el peluquero hace que el Hombre sea el que lo atiende a él. Lo trata con tal indiferencia que hace que el Hombre no tenga otra reacción más que seguir sus órdenes. El peluquero ordena y el Hombre hace. La obra sirve de ejemplo de cómo los gobiernos tratan a la gente. El gobierno está para servir a las poblaciones pero muchas veces las poblaciones terminan trabajando para el gobierno quieran o no. Sin importar lo que la gente piense, el gobierno ordena y la gente debe seguir sus órdenes. 
La relación dominador/dominado: el peluquero domina al hombre sin decir muchas palabras, sus acciones e imagen corporal son sus armas silenciosas. Su imagen corporal hace que el Hombre cumpla sus deseos sin mucho esfuerzo. El peluquero nunca le pregunta al Hombre si él desea cortarle el pelo o la barba, solo le ordena hacerlo. La palabra sí no se oye. En varias ocasiones el Hombre dice no pero el peluquero lo mira detenidamente y el hombre dice “de acuerdo” o “está bien” nunca se escucha sí. 
El título: El significado del título Decir sí en la obra es irónico. Por parte del Hombre la palabra sí no se oye en la obra. Las acciones de los personajes reflejan que no importa si las personas están dispuestas a hacer lo que se les ordena. Al final, la gente siempre hace lo que las autoridades deciden. Gambaro problematiza la actitud sumisa que demuestra la mayoría de la gente frente al poder del gobierno.

## Simbolismo
Decir sí, fue escrita durante los tiempos de dictadura militar en Argentina. Al usar la peluquería, Gambaro logra que los lectores se puedan identificar con su historia. Por esa razón simboliza la relación entre el gobierno y el pueblo. El pueblo, como el hombre, es joven e indefenso. Y por eso siente que no tiene otra opción más que seguir las órdenes del gobierno. El gobierno sabe que puede ordenar lo que sea y que el pueblo lo va a seguir quieran o no y sin poder cuestionarlas."